# Ковач, Фрэнк
Фрэнк Луис Ковач (англ. Frank Louis Kovacs; 4 декабря 1919, Окленд, Калифорния — 9 февраля 1990) — американский теннисист и теннисный тренер. Ковач, прозванный за своё экстравагантное поведение «князем теннисных клоунов», был финалистом любительского чемпионата США 1941 года, участником профессионального тура 1942 года и финалистом профессионального чемпионата США 1950 года; он также трижды выигрывал профессиональный чемпионат США в парном разряде.

## Игровая карьера
Фрэнк Ковач, сын иммигрантов из Венгрии и двоюродный брат голливудского комика Эрни Ковача, начал играть в теннис в 12 лет. Будучи высокого роста, он стал представителем силовой школы в теннисе. Его подачи были мощными и быстрыми, и он одинаково хорошо играл как открытой, так и закрытой ракеткой, особенно с отскока, хотя, по словам его старшего современника и соперника по корту Бобби Риггса, и не безошибочно. Джек Креймер позже называл его удар закрытой ракеткой одним из лучших в мире — уступающим только аналогичному удару бывшего на четыре года старше Дона Баджа (с которым по соседству рос Фрэнк), а сам Бадж даже ставил удар Ковача выше своего собственного; впрочем, это могло становиться темой пикировок между ними. По воспоминаниям одного из современников, Ковач однажды спросил Баджа, какие чувства испытывает обладатель второго по классу бэкхенда в мире, на что тот мгновенно ответил: «Ну ты-то должен знать, Фрэнк».
Ковач не был приверженцем атакующего стиля serve-and-volley, предполагавшего постоянные выходы к сетке, а предпочитал игру с задней линии. Его игру делала привлекательной для зрителей экстравагантная манера поведения: Ковач, прозванный «князем теннисных клоунов» (англ. Clown Prince of Tennis), мог при подаче подбросить несколько мячей одновременно, ударив только по одному, или подбросить мяч очень высоко, а тем временем подать другой снизу. Известен случай, когда Ковач, погнавшись за далеко отскочившим мячом, отбил его, но не вернулся на корт, а сел рядом на трибуну и оттуда аплодировал завершающему удару соперника. Однако, будучи интересен публике, Ковач, по мнению многих специалистов, был недостаточно нацелен на победу, ему не хватало силы воли на корте и в результате его большой потенциал во многом остался нереализованным. Его клоунада на корте часто стоила ему проигранных очков, а иногда и целых сетов.
Свои первые матчи во взрослых турнирах Ковач провёл в 1937 году, выиграв чемпиона Огайо, чемпионат Центральной Калифорнии и ещё несколько турниров. Уже в 1938 году, в неполные 19 лет, его рассматривали как кандидата в сборную США в Кубке Дэвиса, но эти планы не сбылись из-за конфликта его тренера с руководством Ассоциации лаун-тенниса Соединённых Штатов (USLTA). Большую часть следующего сезона он пропустил из-за травмы руки, но к концу 1939 года вернулся в форму и рассматривался как возможный претендент на победу в любительском чемпионате США. В четвёртом круге он играл против Джо Ханта и считался фаворитом, однако устроил очередное представление для публики. Рассерженный Хант отказался продолжать игру, пока Ковач не прекратит свои выходки, но тот в ответ уселся на задней линии и делал вид, что занят вязанием, а потом и вовсе лёг на корт и захрапел. Когда игра наконец была возобновлена, Ковач быстро проиграл в трёх сетах; на следующий день в прессе этот матч назвали «первой сидячей забастовкой в теннисе».
В начале 1941 года Ковач стал чемпионом США в помещениях. Сезон в дальнейшем проходил под знаком его соперничества с Риггсом, в прошлом году проигравшим в финале основного чемпионата США Дону Макниллу, и именно Риггс и Ковач встретились в финале чемпионата США 1941 года, который Риггс выиграл в четырёх сетах. В конце того же года они оба подписали контракты с профессиональным теннисным туром, который организовывал промоутер Алексис Томпсон. Ещё двумя участниками тура были перешедшие в профессионалы до них звёзды прежних лет — Бадж и Фред Перри. Хотя ожидалось, что Бадж и Перри будут иметь преимущество перед новичками, в первые дни тура Ковач одержал три победы из трёх возможных, переиграв в том числе Баджа в первом матче тура, проходившем в нью-йоркском «Мэдисон-сквер-гардене». Однако он выступал попеременно то блестяще, то посредственно, и в дальнейшем уступил лидерство Риггсу. В январе он в очередной раз травмировал руку, и на протяжении части тура его подменял Лестер Стёфен. Ковач вернулся в тур через месяц и сумел закончить его с почти 50-процентным балансом побед и поражений (25-26), позади Баджа и Риггса. Летом на чемпионате США среди профессионалов Ковач дошёл до полуфинала в одиночном разряде, проиграв в четырёх сетах Риггсу (журнал American Lawn Tennis назвал этот матч «великолепным»), а в паре с Брюсом Барнсом уступил в финале ему же и Баджу.
Всего через несколько дней после окончания чемпионата США среди профессионалов Ковач был мобилизован в армию США, к этому времени вступивших во Вторую мировую войну. Бо́льшую часть следующего года он нёс службу в Австралии, возглавляя спортивную программу учебного центра войск США, и организовал серию показательных матчей против знаменитых австралийских любителей Джека Кроуфорда и Адриана Квиста. Ковач вернулся в США как раз вовремя, чтобы принять участие в благотворительном турнире в Филадельфии в июле 1944 года. Кроме него, в турнире участвовали профессионалы Билл Тилден и Уэлби ван Хорн и экс-чемпион США среди любителей Дон Макнилл, но Ковач добился побед над всеми тремя.
Завершив военную службу, Ковач возобновил участие в профессиональных теннисных турнирах, выступая под эгидой Всемирной ассоциации профессионального тенниса. В 1946 году он выиграл профессиональный чемпионат США в парном разряде, повторив этот успех ещё дважды — в 1949 и 1950 годах. В одиночном разряде после четырёх подряд поражений в полуфиналах от Баджа и Риггса он наконец пробился в финал в 1950 году, где встретился с более молодым Панчо Сегурой. Проигрывая 2:1 по сетам и при равном счёте в четвёртом сете Ковач был вынужден прекратить борьбу из-за судорог. Тем не менее, отдохнув, он сумел в тот же день выиграть свой третий титул в парах.
Остаток жизни после окончания игровой карьеры Фрэнк Ковач провёл в качестве теннисного тренера сначала во Флориде (США), а потом в своём родном Окленде. Последние 40 лет жизни он был женат на Джуди Дэвис, дававшей уроки владения голосом голливудским звёздам. Ковач умер в 1990 году.

## Финалы турниров любительского и профессионального Большого шлема

### Одиночный разряд (0-2)
| Результат | Год  | Турнир                        | Покрытие | Соперник в финале | Счёт в финале              |
| --------- | ---- | ----------------------------- | -------- | ----------------- | -------------------------- |
| Поражение | 1941 | Чемпионат США (любители)      | Трава    | Бобби Риггс       | 7-5, 1-6, 3-6, 3-6         |
| Поражение | 1950 | Чемпионат США (профессионалы) | Грунт(i) | Панчо Сегура      | 4-6, 6-1, 6-8, 4-4 — отказ |

### Парный разряд (3-1)
| Результат | Год  | Турнир                        | Покрытие | Партнёр        | Соперники в финале         | Счёт в финале      |
| --------- | ---- | ----------------------------- | -------- | -------------- | -------------------------- | ------------------ |
| Поражение | 1942 | Чемпионат США (профессионалы) | Трава    | Брюс Барнс     | Дон Бадж Бобби Риггс       | 6-2, 3-6, 4-6, 3-6 |
| Победа    | 1946 | Чемпионат США (профессионалы) | Трава    | Фред Перри     | Уэлби ван Хорн Бобби Риггс | 1-6, 6-3, 7-5, 6-4 |
| Победа    | 1949 | Чемпионат США (профессионалы) | Трава    | Дон Бадж       | Джонни Фонс Карл Эрн       |                    |
| Победа    | 1950 | Чемпионат США (профессионалы) | Грунт(i) | Уэлби ван Хорн | Фрэнк Паркер Панчо Сегура  | 1-6, 6-4, 6-4      |